# Ferula tschuiliensis
Ferula tschuiliensis är en flockblommig växtart som beskrevs av M.S. Bajtenov. Ferula tschuiliensis ingår i släktet stinkflokesläktet, och familjen flockblommiga växter. Inga underarter finns listade i Catalogue of Life.